# Ludwig Geiger
Ludwig Moritz Philipp Geiger, eigentlich: Lazarus Abraham Geiger (* 5. Juni 1848 in Breslau, Königreich Preußen; † 9. Februar 1919 in Berlin-Wilmersdorf), war ein deutscher Literatur- und Kulturhistoriker sowie Vertreter des Reformjudentums.

## Leben

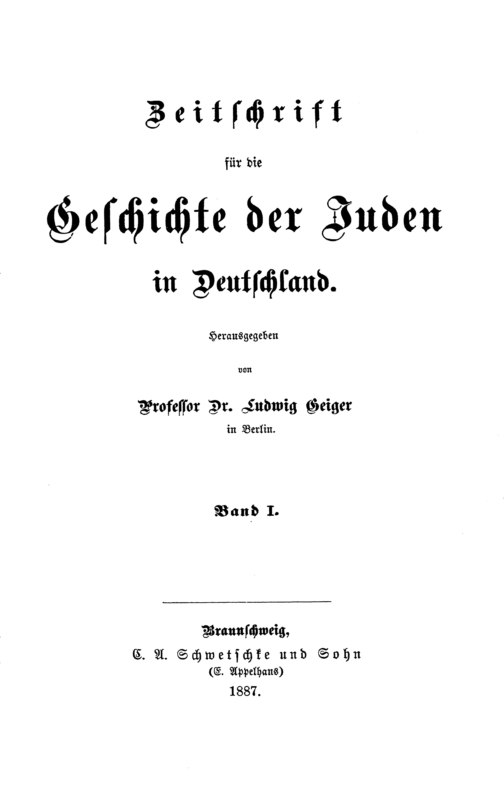
Zeitschrift für die Geschichte der Juden in Deutschland (1887)

Ludwig Geiger, der Sohn des Reformrabbiners Abraham Geiger (1810–1874), studierte Philologie und Geschichte in Heidelberg, Göttingen und Berlin. Seit dem Jahr 1870 hatte er einen Lehrauftrag an der Berliner Friedrich-Wilhelms-Universität inne und habilitierte sich 1873 bei Leopold von Ranke mit der Schrift Urteile griechischer und römischer Schriftsteller über Juden und das Judentum. Als Jude kam er jedoch nicht über den Status eines Extraordinarius hinaus (Ernennung 1880); er wurde allerdings 1908 zum Geheimen Regierungsrat ernannt.
Bereits als junger Gelehrter entwickelte er ein kulturhistorisches Programm, wonach jedes Studium von Geschichte, Kultur und Sprache, mag es historisch oder philologisch auch noch so gelehrt und bedeutend erscheinen, seinen eigentlichen Sinn verfehlt hat, wenn es nicht zu Toleranz, Meinungsfreiheit und Humanität führt.
Geigers literatur- und kulturgeschichtliche Arbeit ist Ausdruck liberal-jüdischen Lebens im 19. und frühen 20. Jahrhundert in Deutschland. In den folgenden Jahren verlegte er seine Tätigkeit mehr auf das Gebiet der Goethe-Philologie (Beitrag Goethe und die Juden; Geigers Name insgesamt steht für die besondere Goetheverehrung im Judentum). Als Herausgeber des von ihm 1880 begründeten Goethe-Jahrbuchs (das lange Zeit den Mittelpunkt der Goethe-Forschung bildete; 34 Bände) musste er jedoch 1913 aufgrund seines Judentums zurücktreten. In seinen Vorlesungen der Jahre 1903 und 1904 an der Berliner Universität stellte er als einer der ersten Literaturwissenschaftler die Frage nach der Existenz einer deutsch-jüdischen Literatur. Im Jahr 1910 veröffentlichte er diese Vorträge unter dem Titel Die deutsche Literatur und die Juden.
Neben seinen allgemeinen kulturhistorischen Arbeiten hat Geiger auch Werke zur Geschichte der Juden in Deutschland verfasst. Vor allem ist hier seine zweibändige Geschichte der Juden in Berlin (1871; 2 Bände, Auftragsarbeit der Berliner Jüdischen Gemeinde) zu nennen, die bis heute, obwohl unvollendet und skizzenhaft, ein Standardwerk geblieben ist, weil sie erstmals die archivalischen Quellen verwertet hat. Er gründete auch die Zeitschrift für die Geschichte der Juden in Deutschland = ZGJD, war von 1886 bis 1892 deren ehrenamtlicher Schriftleiter (5 Bände) und in verschiedenen jüdischen Gremien aktiv. So war er mehrere Jahre Mitglied der Berliner Repräsentantenversammlung und gehörte dem Vorstand des Gesamtarchivs der deutschen Juden, dem Kuratorium der Zunz-Stiftung und der Hochschule für die Wissenschaft des Judentums an. Ab 1908 war er als Nachfolger von Gustav Karpeles Herausgeber der Allgemeinen Zeitung des Judentums.
Geiger war auch als Übersetzer tätig und übertrug in Paris, wo er eine Zeitlang studierte, Ernest Renans Werke „Paulus“, „Das Leben Jesu“ und „Der Antichrist“ ins Deutsche.
Er war schon zu seinen Lebzeiten antijüdischen Attacken ausgesetzt. Nach seinem Tod wurde er bald vergessen, auch im Judentum, vor allem aufgrund seiner radikal-liberalen und dabei dezidiert antizionistischen Haltung. Seine Privatbibliothek mit dem Schwerpunkt Sekundärliteratur zu Johann Wolfgang von Goethe wurde in der Dietrich-Bonhoeffer-Bibliothek (Stadtbücherei Berlin-Wilmersdorf) archiviert. In neuerer Zeit ist das Interesse an Geiger wieder etwas erwacht, das sich bisher jedoch vor allem auf seine Goethe-Studien und seinen Beitrag zur deutsch-jüdischen Literatur konzentriert.
Ludwig Geiger starb 1919 im Alter von siebzig Jahren in seiner Wilmersdorfer Wohnung in der Schaperstraße 8. Beigesetzt wurde er in einem Erbbegräbnis auf dem Jüdischen Friedhof Schönhauser Allee. Das Grab ist erhalten.

## Werke (Auswahl)
- Johann Reuchlin, sein Leben und seine Werke. Berlin 1871.
- Petrarka. Duncker & Humblot, Leipzig 1874.
- Berlin 1688–1840. Geschichte des geistigen Lebens der preußischen Hauptstadt. 2 Bde. Paetel, Berlin, 1893–1895. (Digitalisate: Band 1, Band 2)
- Renaissance und Humanismus in Italien und Deutschland. Berlin 1882 (= Allgemeine Geschichte in Einzeldarstellungen).
- Aus Alt-Weimar. Mittheilungen von Zeitgenossen nebst Skizzen und Ausführungen. Berlin 1879. Digitalisat.
- Das Junge Deutschland und die preußische Censur. Nach ungedruckten archivalischen Quellen. Paetel, Berlin 1900.
- Goethe und die Seinen. 1908.
- Das junge Deutschland. Studien und Mitteilungen. Schottlaender, Berlin 1907.
- Goethes Leben und Schaffen. 1909.
- Abraham Geiger, Leben und Lebenswerk. 1910.

Von Ludwig Geiger herausgegebene Schriften und Reihen (Auswahl)
- Abraham Geiger's Leben in Briefen. Hg. von Ludwig Geiger. Gerschel, Berlin, 1878.
- Jacob Burckhardt: Die Cultur der Renaissance in Italien. Ein Versuch. 3. Aufl. besorgt von Ludwig Geiger. 2 Bde. Seemann, Leipzig, 1877–1878. (12. Aufl. 1919).
- Berliner Neudrucke. 12 Bde. Paetel, Berlin, 1888–1894.
- Börnes Werke. Historisch-kritische Ausgabe in zwölf Bänden. Hg. von Ludwig Geiger in Verbindung mit Jules Dresch, Rudolf Fürst, Erwin Kalischer, Alfred Klaar, Alfred Stern und Leon Zeitlin. Bong, Berlin, Leipzig, Wien, Stuttgart, 1911–1913. Bd. 1–3, 6–7, 9 (mehr nicht erschienen).